# Bình Nhâm
Bình Nhâm là một phường thuộc thành phố Thuận An, tỉnh Bình Dương, Việt Nam.

## Địa lý
Phường Bình Nhâm có vị trí địa lý:

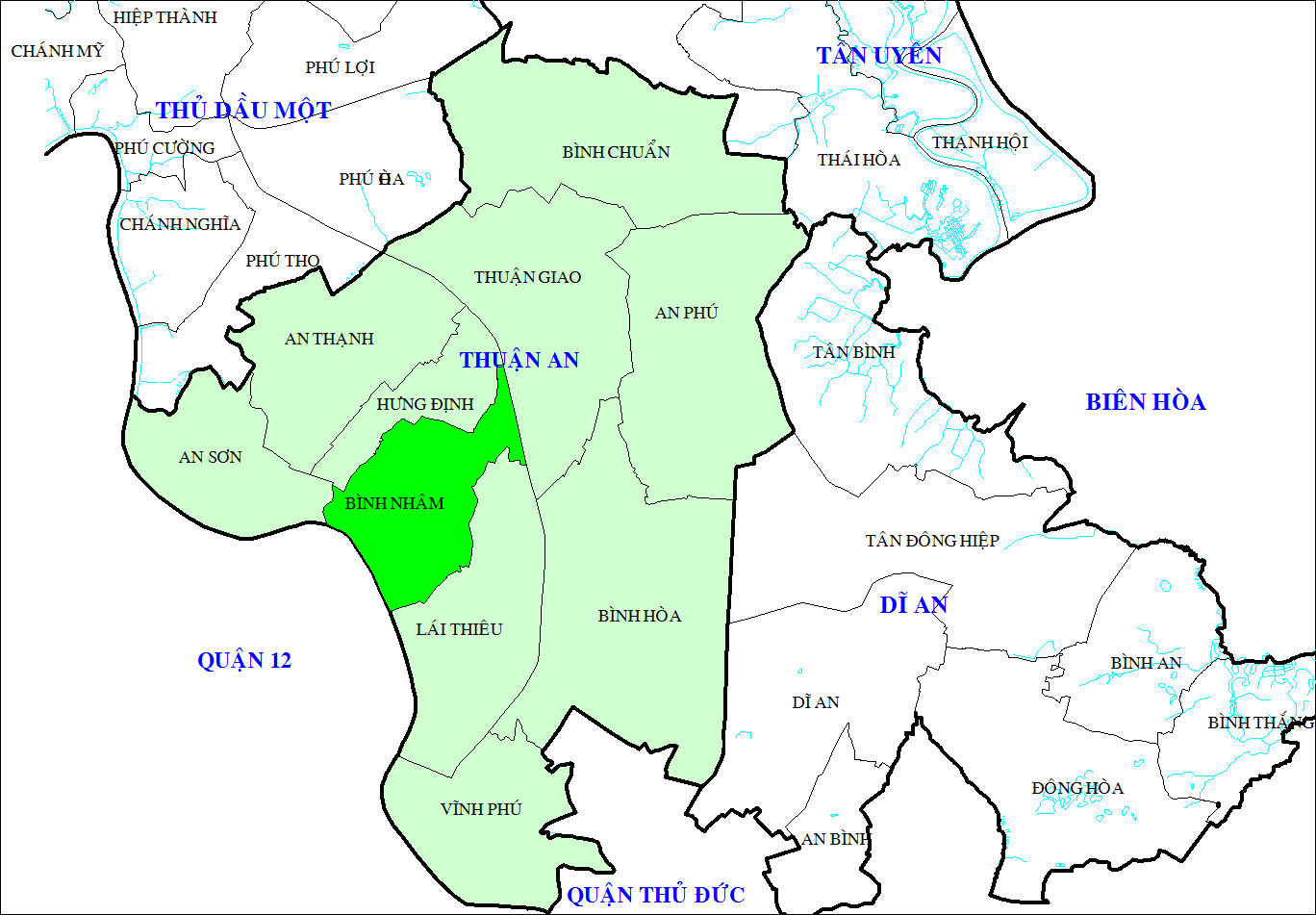
Vị trí phường Bình Nhâm trên bản đồ thành phố Thuận An

- Phía đông và phía nam giáp phường Lái Thiêu
- Phía tây giáp Thành phố Hồ Chí Minh và xã An Sơn
- Phía bắc giáp phường Hưng Định và phường Thuận Giao.

Phường Bình Nhâm có diện tích 5,43 km², dân số năm 2021 là 21.413 người, mật độ dân số đạt 3.944 người/km².

## Lịch sử
Trước đây, Bình Nhâm là một xã thuộc huyện Thuận An.
Xã Bình Nhâm được thành lập vào ngày 29 tháng 8 năm 1994 trên cơ sở một phần diện tích và dân số của xã Lái Thiêu cũ.
Ngày 13 tháng 1 năm 2011, xã Bình Nhâm trực thuộc thị xã Thuận An mới thành lập.
Ngày 29 tháng 12 năm 2013, Chính phủ ban hành Nghị quyết số 136/NQ-CP. Theo đó, thành lập phường Bình Nhâm trên cơ sở toàn bộ diện tích và dân số của xã Bình Nhâm.
Sau khi thành lập, phường Bình Nhâm có 540,98 ha diện tích tự nhiên, dân số là 14.528 người.

## Hành chính
Phường Bình Nhâm được chia thành 4 khu phố: Bình Hòa, Bình Phước, Bình Thuận, Bình Đức.

## Xã hội
Giáo dục: Năm 2016, thị xã Thuận An xây dựng kế hoạch đầu tư công với tổng số vốn 350 tỷ đồng. Trong năm 2016, thị xã Thuận An có 7 công trình trọng điểm như trường THCS Nguyễn Trường Tộ thuộc phường Bình Nhâm hoàn thành vào năm 2018.
Các trường học trên địa bàn phường:
- Trường TH Bình Nhâm
- Trường THCS Nguyễn Trường Tộ
- Trường THCS Tân Thới.